# Anarta militzae
Anarta militzae är en fjärilsart som beskrevs av Igor Vasilii Kozhanchikov 1947. Anarta militzae ingår i släktet Anarta och familjen nattflyn. Inga underarter finns listade i Catalogue of Life.